# Altmain und Sandmagerrasen bei Limbach
Das Naturschutzgebiet Altmain und Sandmagerrasen bei Limbach liegt im Landkreis Haßberge in Unterfranken.
Das 273,5 ha große Gebiet mit der Nr. NSG-00408.01, das im Jahr 1992 unter Naturschutz gestellt wurde, erstreckt sich zu beiden Seiten des Mains zwischen Sand am Main im Südwesten und Limbach, einem Ortsteil der Stadt Eltmann, im Südosten. Südlich des Gebietes verläuft die A 70 und nordöstlich die B 26.